# Urophora aprica
Urophora aprica är en tvåvingeart som först beskrevs av Fallen 1814.  Urophora aprica ingår i släktet Urophora och familjen borrflugor. Enligt den finländska rödlistan är arten nationellt utdöd i Finland. Arten är reproducerande i Sverige. Artens livsmiljö är odlingsmark. Inga underarter finns listade i Catalogue of Life.